# Diodora parviforata
Diodora parviforata, common name the conical keyhole limpet, là một loài ốc biển, là động vật thân mềm chân bụng sống ở biển thuộc họ Fissurellidae.